# 大善寺 (横須賀市)
大善寺（だいぜんじ）は、神奈川県横須賀市衣笠町にある曹洞宗の寺院。

## 歴史
奈良時代、行基によって開山された。当初は修験道当山派の寺であった。
1618年（元和4年）に徹岸によって曹洞宗に転宗した。
当寺の本尊は阿弥陀如来であるが、修験道時代は「不動院」の院号が物語るように不動明王であったと推測される。この不動明王像は、衣笠城を築城した三浦為通が城内に安置したもので、敵が放つ矢を受け止めたことから「箭執（やとり）不動」と呼ばれている。

## 文化財
- 木造阿弥陀三尊像（横須賀市指定重要有形文化財 昭和60年4月25日指定）[2]
- 木造伝毘沙門天立像（横須賀市指定重要有形文化財 平成25年3月11日指定）[3]

## 交通アクセス
- 衣笠ICより車1分。